# Chiesa di San Donato (Pignola)
La chiesa di San Donato è una delle chiese più antiche di Pignola. La chiesa si trova nella parte alta del paese ed è in uno stato di rudere. Questa situazione è dovuta al crollo della chiesa durante il terremoto dell'irpinia che colpì fortemente il territorio Lucano e in particolare il comune Pignolese.

## Descrizione

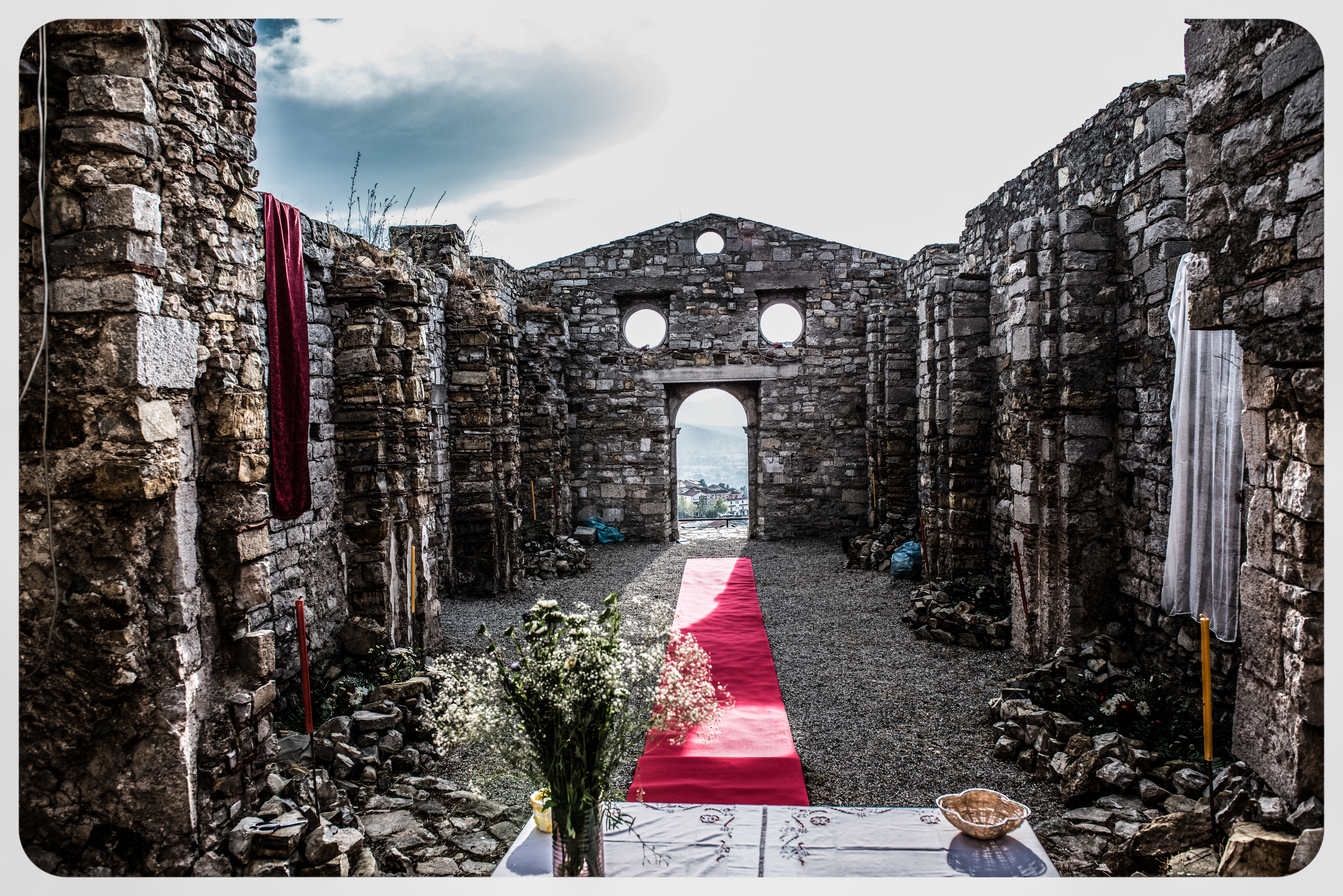
Interno della chiesa

È posta nella parte più alta di Pignola nelle immediate vicinanze della Chiesa Madre. La fondazione probabilmente risale al XIII secolo come attesterebbero tre affreschi bizantini rinvenuti dopo il terremoto del 1980 proprio sulle pareti dell’edificio, e risalenti alla fine del 1200. Fu dedicata a San Nicola, ma tra la fine dell’800 e l’inizio del 900, verrà dedicata a San Donato. Infatti il luogo in cui oggi è collocata la chiesa è chiamato “rione San Nicola”. L’edificio religioso fu in parte distrutto dal terremoto del 1980. Il portale della chiesa, datato 1746, fu anch’esso restaurato: liscio e poco lavorato, ha come unico pregio la figura del santo scolpita su un concio chiave. Attualmente la Chiesa è in uno stato di degrado. Nonostante i numerosi interventi di restauro rimangono.